# Rigny-le-Ferron
Rigny-le-Ferron ist eine französische Gemeinde mit 322 Einwohnern (Stand: 1. Januar 2022) im Département Aube in der Region Grand Est. Sie gehört zum Kanton Aix-Villemaur-Pâlis im Arrondissement Troyes. 

## Geographie
Rigny-le-Ferron liegt etwa 28 Kilometer westsüdwestlich von Troyes am Flüsschen Cérilly. 
Nachbargemeinden sind Vulaines im Norden, Saint-Benoist-sur-Vanne im Nordosten, Paisy-Cosdon im Osten, Bérulle im Süden und Südosten, Cérilly im Süden, Coulours im Süden und Südwesten sowie Flacy im Westen und Nordwesten.

## Bevölkerungsentwicklung
| Jahr                      | 1962 | 1968 | 1975 | 1982 | 1990 | 1999 | 2006 | 2011 | 2016 |
| ------------------------- | ---- | ---- | ---- | ---- | ---- | ---- | ---- | ---- | ---- |
| Einwohner                 | 488  | 501  | 379  | 347  | 296  | 337  | 365  | 370  | 366  |
| Quelle: Cassini und INSEE |      |      |      |      |      |      |      |      |      |

## Sehenswürdigkeiten
- Stein von Massicault (Pierre à Massicault), Polissoir aus der Jungsteinzeit
- Kirche Saint-Martin aus dem 16. Jahrhundert, seit 1910 Monument historique

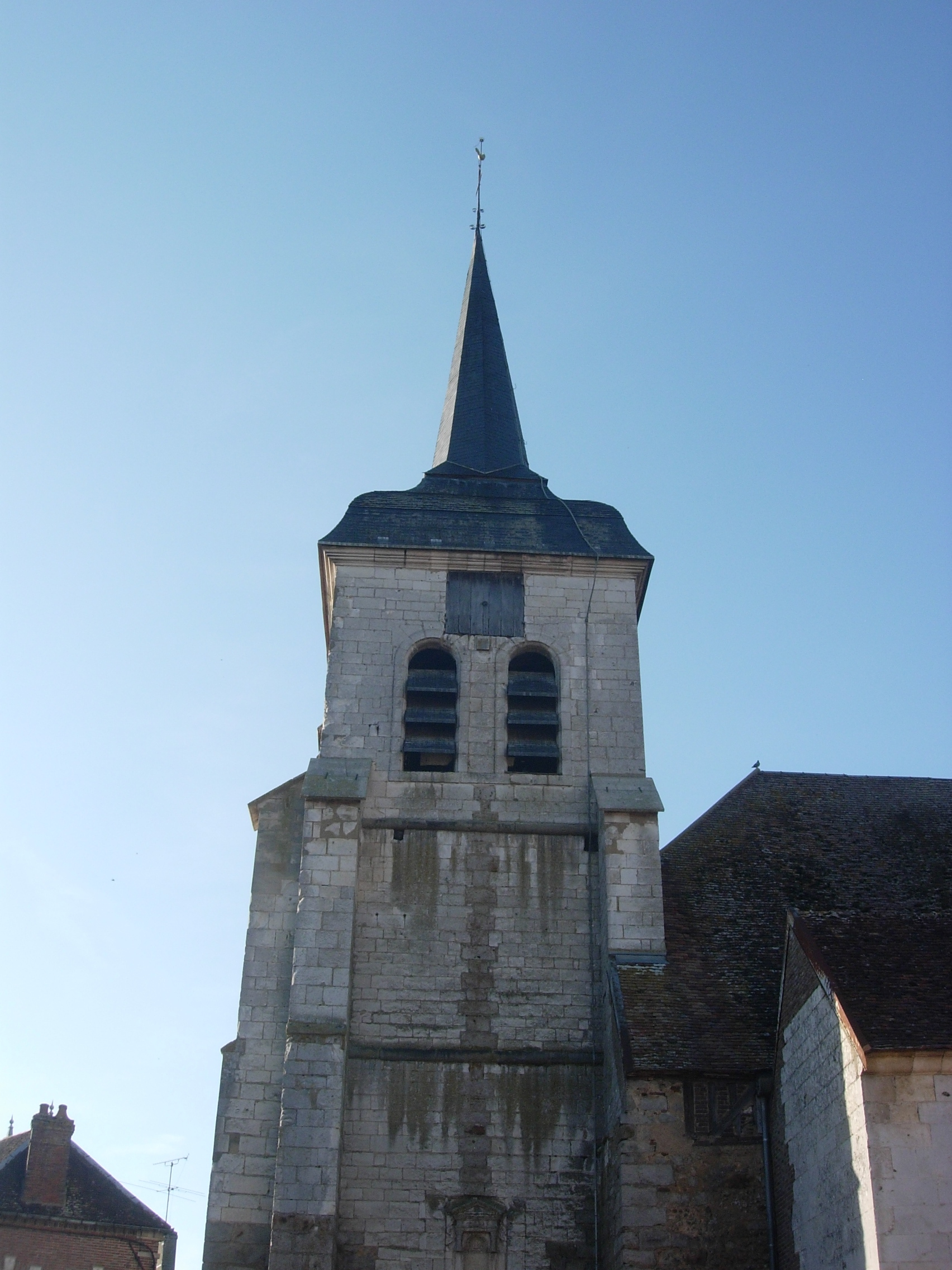
Kirche Saint-Martin